# Жекенди
Жекенди (кирг. Жекенди) — село в Чон-Алайском районе Ошской области Кыргызстана. Входит в состав Жекендинского айылного аймака.

## География
Село расположено в юго-западной части области, в высокогорной зоне, на правом берегу реки Кызылсу, на расстоянии приблизительно 22 километров (по прямой) к западо-юго-западу от села Дараут-Курган, административного центра района. Абсолютная высота — 2335 метров над уровнем моря.

## Население
Согласно оценочным данным Национального статистического комитета Кыргызской Республики, численность населения села на начало 2023 года составляла 1671 человек.
| год     | 2009 | 2014 | 2015 | 2020 | 2021 | 2023 |
| ------- | ---- | ---- | ---- | ---- | ---- | ---- |
| человек | 1234 | 1602 | 1635 | 1581 | 1588 | 1671 |